# فامنبورم
فامنبورم (بالإنجليزية: Vamanapuram)‏ هي منطقة سكنية تقع في الهند في ثيروفانانثابورام. يقدر عدد سكانها بـ 21,729 نسمة .